# Jakub II (król Szkocji)
Jakub II Ognista Twarz, (ur. 16 października 1430, zm. 3 sierpnia 1460) – król Szkocji w latach 1437–1460, wywodzący się z dynastii Stuartów.

## Życiorys
Syn króla Szkocji Jakuba I i Joanny Beaufort, kuzynki Henryka IV, króla Anglii. Jakubowi udało się złamać potęgę rodu Douglasów. 3 lipca 1449 poślubił Marię van Gelre, córkę księcia Geldrii Arnolda z Egmond, z którą miał siedmioro dzieci:
- syna (ur. i zm. 19 maja 1450),
- Jakuba III, króla Szkocji (1451/1452–1488),
- Aleksandra, pierwszego księcia Albany (ok. 1454–1485),
- Dawida, earla Moray (ok. 1456–1457),
- Jana, pierwszego earla Mar i Garioch (ok. 1459–1479),
- Małgorzatę Szkocką, żonę Williama Crichtona, trzeciego pana Crichton w Auchingoul,
- Marię Szkocką (zm. 1488), żonę Tomasza Boyda, pierwszego earla Arran, potem Jakuba Hamiltona, pierwszego pana Hamilton.

Jakub II zginął w 1460 roku podczas oblężenia zamku Roxburgh.